# Christopher Kyle
Christopher Kyle (* in Terre Haute, Indiana) ist ein US-amerikanischer Drehbuchautor.

## Karriere
Kyle wuchs auf einer Farm in Indiana auf und entdeckte früh seine Liebe zum Showbusiness. In der Schule übernahm er diverse Rollen bei Schulaufführungen, hatte aber nicht das Talent zu größeren Rollen. Kyle ist Absolvent der Indiana State University und der Columbia University, wo er seine Liebe zum Schreiben entdeckte und sein Studium mit einem „Master of Fine Arts“ (MFA) im Verfassen von Drehbüchern beendete. Jahre später schrieb er das Drehbuch zu K-19 – Showdown in der Tiefe mit Harrison Ford und schaffte so den Durchbruch. Als Oliver Stone ihn dann für sein Historienepos Alexander verpflichtete wurde für ihn ein Traum wahr. Seither ist er ein gefragter Drehbuchautor.

## Filmografie (Auswahl)
- 1998: Homicide: Life on the Street (Fernsehserie, 2 Episoden)
- 2000: Das Gewicht des Wassers (The Weight of Water)
- 2002: K-19 – Showdown in der Tiefe (K-19: The Widowmaker)
- 2004: Alexander
- 2014: Serena